# Xã Bowling Green, Quận Chariton, Missouri
Xã Bowling Green (tiếng Anh: Bowling Green Township) là một xã thuộc quận Chariton, tiểu bang Missouri, Hoa Kỳ. Năm 2010, dân số của xã này là 109 người.